# Helina lynchii
Helina lynchii este o specie de muște din genul Helina, familia Muscidae. A fost descrisă pentru prima dată de Wulp în anul 1883. Conform Catalogue of Life specia Helina lynchii nu are subspecii cunoscute.